# National Lampoon
National Lampoon (på svenska ungefär: 'Nationell nidskrift') var en amerikansk humortidning som gavs ut åren 1970–1998. Den startade 1970 som en avknoppning av studenttidningen Harvard Lampoon (grundad 1876 och ges fortfarande ut).
Tidningen var som populärast under 1970-talet, men varumärket har sedan dess används för en omfattande produktion av filmer, radio- och TV-program. I Sverige är Ett päron till farsa-filmerna med Chevy Chase mest kända.

## Historik
Tidningen startade 1970 som en avknoppning av studenttidningen Harvard Lampoon. Den senare hade redan startat 1876 av några studenter vid Harvard University och ges 2019 fortfarande ut, som världens näst äldsta fortfarande utgivna humortidning (schweiziska Nebelspälter, grundade 1875, är äldst).

### Stil och utveckling
Under tidningens mest populära tid var parodi av alla de slag den huvudsakliga inriktningen. Även surrealistiska inslag var vanliga i tidningen, som gick längre i sin humor och satir än den stora humortidningskonkurrenten Mad Magazine.
Nästan alla nummer innehöl längre och kortare texter av olika slag, en sektion med nyhetsrelaterat material (betitlad "True Facts", 'Sanna fakta'), skämtteckningar och tecknade serier. De flesta numren innehöll också fotoserier, ofta med nakeninslag.
Resultatet var en okonventionell blandning av intelligent och vass humor, kombinerat med plumpa och vågade skämt. I båda fallen utmanade National Lampoon den goda smaken och vad som vid den tiden sågs som acceptabelt inom tidningsunderhållning. Man ägnade extra energi åt att i satiriska former attackera "heliga kor" av olika slag. Som medgrundaren Henry Beard senare beskrev det hela: "Där fanns en stor port med skylten 'Du skall icke'. Vi tog på porten, och den föll av sin gångjärn."
National Lampoon hade sin största popularitet under 1970-talet, en tid när tidningen fick långtgående påverkan på amerikansk humor- och komedi-utveckling. Tidningen inspirerade direkt eller indirekt till en mängd filmer, radio-, teater- och tryckta publikationer. Många redaktionsmedlemmar kom att gå vidare till andra medier och underhållningsprojekt, inklusive Saturday Night Live som i sin tur formade flera generationer av amerikanska komediskådespelare.

### Senare år, avläggare
Tidningens popularitet minskade under 1980-talet, då nya ägare och en ny redaktion tog över produktionen. Tidningen levde vidare ett antal år, men var betydligt mindre uppmärksammad och inflytelserik. Till slut stoppades utgivningen helt 1998.
I Sverige gavs den kortlivade serietidningen Etikett (se även Pandora Press) ut av Förlags AB Etikett, baserad på den amerikanska tidningen.

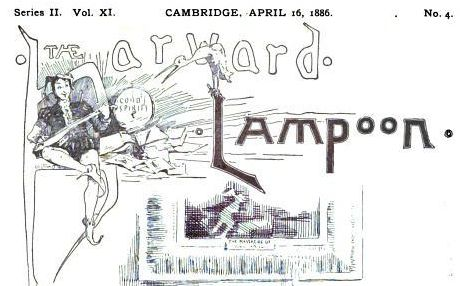
National Lampoon inspirerades av studenttidningen Harvard Lampoon.

## National Lampoon-filmer
1. Disco Beaver from Outer Space (1978) (TV)
2. Deltagänget (National Lampoon's Animal House) (1978)
3. National Lampoon's Class Reunion (1982)
4. Ett päron till farsa (National Lampoon's Vacation) (1983)
5. National Lampoon Goes to the Movies (1983)
6. National Lampoon’s Joy of Sex (1984)
7. Ett päron till farsa på semester i Europa (National Lampoon's European Vacation) (1985)
8. Ett päron till farsa firar jul (National Lampoon's Christmas Vacation) (1989)
9. Laddat vapen (National Lampoon's Loaded Weapon) (1993)
10. National Lampoon's Last Resort (1994)
11. National Lampoon's Deadly Sins (1995)
12. National Lampoon's Senior Trip (1995)
13. Golf Punks (1998)
14. Men in White (1998) (TV)
15. Van Wilder (2002)
16. Repli-Kate (2002)
17. Blackball (2003)
18. National Lampoon's Gold Diggers (2003)
19. Dorm Daze (2003)
20. National Lampoon's Barely Legal
21. Thanksgiving Family Reunion (2003)
22. Christmas Vacation 2: Cousin Eddie's Island Adventure (2003)
23. Going the Distance (2004)
24. Adam & Eve (2005)
25. Strip Poker (2005)
26. Teed Off (2005)
27. Pucked (2006)
28. National Lampoon's Pledge This! (2006)
29. Last Guy On Earth (2006)
30. Van Wilder 2 (2006)
31. Dorm Daze 2 (2006)
32. TV: The Movie (2007)
33. Teed Off Too (2007)
34. Endless Bummer (2009)